# 刘京 (1944年)
劉京（1944年12月—），男，祖籍河南新安，籍贯山西盂县，中华人民共和国政治人物。北京工业大学无线电技术专业毕业。中共第十六、十七屆中央委員。官至中华人民共和国公安部副部长、党委副书记，610办公室主任、党组书记，副总警监警衔。

## 生平

### 文革血统论宣传者
1965年8月刘京加入中国共产党。文化大革命早期1966年刘京参与红卫兵，支持谭力夫“血统论”著名对联“老子英雄儿好汉，老子反动儿混蛋”，联合高干子弟批斗出身不好的同学。刘京和谭力夫共同撰写文章《从对联谈起》宣传该对联。

### 官僚生涯
刘京1968年大学毕业，入伍参军。1970年，进入北京东方红医疗器械厂当工人；不久，转为干部；历任北京医疗器械研究所技术员、助理工程师。1983年7月，刘京擔任外经贸部国际联络局副处长。1985年2月，刘京在中国残疾人福利基金会任职；历任国内部副主任、主任，基金会副秘书长、中国肢体伤残康复研究中心主任等职；并在1988年4月，当选中国残疾人联合会执行理事会副理事长。

### 参与杨家将事件
1992年3月，刘京調到云南，任雲南省外经贸厅厅长，后又出任云南省外经贸委员会主任；一年后，升任云南省副省长。这期间刘京参与杨家将事件。事件中，当时的中共中央总书记江泽民和中共中央办公厅副主任曾庆红通过刘京与俞正声与邓小平之子邓朴方联系，成功劝说邓小平解除了杨尚昆，杨白冰兄弟的军职。1998年4月，刘京回到北京，出任中华人民共和国海关总署副署长、党组副书记。

### 镇压法轮功
2000年6月，刘京被任命为610办公室副主任、党组副书记等职。2001年1月兼任中华人民共和国公安部副部长、党委副书记，被授予副总警监警衔。自2001年9月，擔任610办公室主任，在政法委罗干和周永康领导下主持镇压迫害法轮功修炼者。2009年卸任，由李东生接任（后李东生因受贿被判刑）。
据报导，刘京退休后，“没人愿接班维持镇压，对法輪功有血债的江派掌门人周永康把李东生升半级，提到610办公室主任正部级，后又把李东生（時任中共中央宣传部副部长）塞到公安部当副部长。”。
2011年3月2日，刘京被免去公安部副部长职务。

## 家庭
- 生父韩钧曾任中共北平市委委员、市委秘书长兼市军管会秘书长。
- 养父刘岱峰（山西盂县人）曾任国家计委副主任。